# Key
Key – japońskie studio tworzące powieści wizualne, będące formalnie marką wydawcy gier komputerowych Visual Arts. Jest jednym z głównych przedstawicieli nurtu nakige (jap. 泣きゲ; „gry wywołujące łzy”). Pierwszym tytułem studia była wydana w 1999 roku gra dla dorosłych Kanon. W 2004 roku wydana została pierwsza produkcja studia przeznaczona dla wszystkich grup wiekowych – Clannad. Key współpracowało ze studiem animacyjnym P.A. Works oraz firmą Aniplex przy produkcji seriali anime Angel Beats! (2010), Charlotte (2015) i Kami-sama ni natta hi (2020).
W 2001 roku założona została wytwórnia płytowa Key Sounds Label, której celem jest wydawanie albumów muzycznych i singli związanych z powieściami wizualnymi studia. W okresie od grudnia 2007 roku do sierpnia 2010 roku Key tworzyło audycje w radiu internetowego o nazwie Key Net Radio.

## Główni pracownicy
Współzałożyciel studia Jun Maeda pracował przy tworzeniu większości gier, pisząc do nich scenariusze i komponując utwory muzyczne. Itaru Hinoue, również będąca współzałożycielką, była dyrektorką artystyczną i projektantką postaci większości gier. Hinoue opuściła studio w 2016 roku. Na-Ga początkowo zajmował się tworzeniem grafik tła, jednak przy produkcji Little Busters! został, wspólnie z Hinoue, dyrektorem artystycznym. Shinji Orito, współzałożyciel i główny kompozytor Key, skomponował muzykę do większości tytułów studia. Yūto Tonokawa pracował przy scenariuszach gier Little Busters! i Rewrite, jednak opuścił studio w 2015 roku.

## Wyprodukowane gry
- Kanon (1999)
- Air (2000)
- Clannad (2004)
  - Tomoyo After: It's a Wonderful Life (2005)
- Planetarian: The Reverie of a Little Planet (2004)
  - Snow Globe (2021)[10]
- Little Busters! (2007)
  - Little Busters! Ecstasy (2008)
  - Kud Wafter (2010)
- Rewrite (2011)
  - Rewrite Harvest festa! (2012)
- Angel Beats! 1st beat (2015)
- Harmonia (2016)
- Summer Pockets (2018)[11]
  - Summer Pockets: Reflection Blue (2020)
- Loopers (2021)[12]
- Lunaria: Virtualized Moonchild (2021)[13]
- Stella of the End (2022)[14]